# فلوريان غيير
فلوريان غيير (بالألمانية: Florian Geyer)‏ (و. 1490 – 1525 م) هو دبلوماسي ألماني، توفي في فورتسبورغ، عن عمر يناهز 35 عاماً.